# Xanthorhoe corculata
Xanthorhoe corculata är en fjärilsart som beskrevs av Louis Beethoven Prout 1894. Xanthorhoe corculata ingår i släktet Xanthorhoe och familjen mätare. Inga underarter finns listade i Catalogue of Life.